# .gs
.gs為英国海外屬地南喬治亞島與南桑威奇群島國家及地區頂級域（ccTLD）的域名。該域名於1997年7月31日啟用。任何人均能註冊該域名。實際上使用該域名的網站很多都與南喬治亞島與南桑威奇群島無關。

## 外部連結
- IANA .gs whois information（页面存档备份，存于）
- .gs domain registration website（页面存档备份，存于）
- Domain Hacks Suggest（页面存档备份，存于）